# Resolutie 2142 Veiligheidsraad Verenigde Naties
Resolutie 2142 van de Veiligheidsraad van de Verenigde Naties werd unaniem door de VN-Veiligheidsraad aangenomen op 5 maart 2014. De resolutie verlengde de vrijstelling van de Somalische veiligheidsdiensten van het wapenembargo dat al sinds 1992 tegen het land gold met zeven maanden. Het toezicht op deze veiligheidsdiensten en hun wapens werd verder aangescherpt.

## Achtergrond
In 1960 werden de voormalige kolonies Brits-Somaliland en Italiaans-Somaliland onafhankelijk en samengevoegd tot Somalië. In 1969 greep het leger de macht en werd Somalië een socialistisch-islamitisch land. In de jaren 1980 leidde het verzet tegen het totalitair geworden regime tot een burgeroorlog en in 1991 viel het centrale regime. Vanaf dan beheersten verschillende groeperingen elk een deel van het land en enkele delen scheurden zich ook af van Somalië. Toen milities van de Unie van Islamitische Rechtbanken de hoofdstad Mogadishu veroverden greep buurland Ethiopië in en heroverde de stad. In 2007 stuurde de Afrikaanse Unie met toestemming van de Veiligheidsraad 8000 – later 12.000 – vredeshandhavers naar Somalië. In 2008 werd piraterij voor de kust van Somalië een groot probleem.

## Inhoud

### Waarnemingen
De Somalische overheid had maatregelen getroffen om haar eigen wapens beter te beheren. Wapenhandel tegen het wapenembargo in  en het misbruik van die wapens destabiliseerden de regio rond Somalië. De voorwaarden die in resolutie 2111 waren gesteld voor het gedeeltelijk opheffen van het embargo (voor de veiligheidsdiensten) waren niet geheel nageleefd. Wapens en munitie werden doorgestuurd naar onder meer (de Somalische terreurorganisatie) Al-Shabaab. Ook de lidstaten moesten het embargo respecteren en illegale wapenleveringen aan Somalië voorkomen.

### Handelingen
Het middels resolutie 733 aan Somalië opgelegde wapenembargo werd bevestigd. De Somalische veiligheidsdiensten werden (verder) ontheven van dit embargo tot 25 oktober 2014. De Somalische overheid moest, eventueel in samenspraak met het leverende land, het comité dat toezag op het embargo vooraf gedetailleerd inlichten over elke levering. Achteraf moest ook de levering tot in detail beschreven gemeld worden; met inbegrip van de eenheid en plaats van bestemming.
De Somalische overheid werd verder gevraagd om tegen 13 juni 2014 en opnieuw tegen 13 september 2014 een rapport te bezorgen dat haar gehele strijdkrachten beschrijft met namen van bevelhebbers, locaties van hoofdkwartieren, de status van milities, de arsenalen en de procedures voor het gebruik van de wapens. De secretaris-generaal werd gevraagd om technische begeleidingsmogelijkheden aan Somalië voor wat betreft het beheer van wapens voor te stellen.

## Verwante resoluties
- Resolutie 2124 Veiligheidsraad Verenigde Naties (2013)
- Resolutie 2125 Veiligheidsraad Verenigde Naties (2013)
- Resolutie 2158 Veiligheidsraad Verenigde Naties
- Resolutie 2182 Veiligheidsraad Verenigde Naties

Lijst ·  2133 ·  2134 ·  2135 ·  2136 ·  2137 ·  2138 ·  2139 ·  2140 ·  2141 ·  2142 ·  2143 ·  2144 ·  2145 ·  2146 ·  2147 ·  2148 ·  2149 ·  2150 ·  2151 ·  2152 ·  2153 ·  2154 ·  2155 ·  2156 ·  2157 ·  2158 ·  2159 ·  2160 ·  2161 ·  2162 ·  2163 ·  2164 ·  2165 ·  2166 ·  2167 ·  2168 ·  2169 ·  2170 ·  2171 ·  2172 ·  2173 ·  2174 ·  2175 ·  2176 ·  2177 ·  2178 ·  2179 ·  2180 ·  2181 ·  2182 ·  2183 ·  2184 ·  2185 ·  2186 ·  2187 ·  2188 ·  2189 ·  2190 ·  2191 ·  2192 ·  2193 ·  2194 ·  2195